# Crosslauf-Asienmeisterschaften 2018
Die 14. Crosslauf-Asienmeisterschaften fanden am 15. März 2018 in Guiyang im Südwesten der Volksrepublik China statt. Guiyang war nach 2005 und 2012 zum dritten Mal Gastgeber der Wettbewerbe. Der Veranstaltungsort lag in der zu Guiyang gehörenden kreisfreien Stadt Qingzhen.
Insgesamt nahmen 66 Athleten an den Asienmeisterschaften teil. Zusätzlich waren auch die chinesischen Crosslauf-Meisterschaften in die Veranstaltung integriert, sodass noch einmal 557 Teilnehmer hinzukamen.

## Ergebnisse

### Männer (12 km)

#### Einzelwertung
| Platz | Athlet                | Land | Zeit (min) |
| ----- | --------------------- | ---- | ---------- |
| 1     | Peng Jianhua          | CHN  | 38:22      |
| 2     | Kazuya Nishiyama      | JPN  | 38:26      |
| 3     | Shunsuke Imanishi     | JPN  | 38:28      |
| 4     | Kosei Yamaguchi       | JPN  | 38:37      |
| 5     | Danmuzhen Ciwang      | CHN  | 39:07      |
| 6     | Kazuma Taira          | JPN  | 39:11      |
| 7     | Mohammad Javad Sayadi | IRI  | 39:36      |
| 8     | Hayato Mera           | IRI  | 39:39      |

24 Athleten erreichten das Ziel.

#### Teamwertung
| Platz | Land und Athleten                                                 | Gesamtpunktzahl und Einzelplatzierung |
| ----- | ----------------------------------------------------------------- | ------------------------------------- |
| 1     | Japan Kazuya Nishiyama Shunsuke Imanishi Kosei Yamaguchi          | 09 02 03 04                           |
| 2     | Volksrepublik China Peng Jianhua Danmuzhen Ciwang Liu Hongliang   | 16 01 05 10                           |
| 3     | Iran Mohammad Javad Sayadi Homayoun Hematikhomartaji Jalil Naseri | 32 07 12 13                           |
| 4     | Indien Shankar Man Tapa Pradeep Chaudhary Arjun Kumar             | 34 09 11 14                           |
| 5     | Chinesisch Taipeh Yeh Jih-Hung Teng Hsin-Chuan Chen Ping-Feng     | 63 20 21 22                           |

### Frauen (8 km)

#### Einzelwertung
| Platz | Athlet           | Land | Zeit (min) |
| ----- | ---------------- | ---- | ---------- |
| 1     | Li Dan           | CHN  | 28:03      |
| 2     | Yukari Abe       | JPN  | 28:06      |
| 3     | Sanjivani Jadhav | IND  | 28:19      |
| 4     | Nanami Watanabe  | JPN  | 28:27      |
| 5     | Zhang Xinyan     | CHN  | 28:41      |
| 6     | Yuka Hori        | JPN  | 28:44      |
| 7     | Rina Nabeshima   | JPN  | 28:57      |
| 8     | Ciren Cuomu      | CHN  | 29:10      |

15 Athletinnen erreichten das Ziel.

#### Teamwertung
| Platz | Land und Athleten                                   | Gesamtpunktzahl und Einzelplatzierung |
| ----- | --------------------------------------------------- | ------------------------------------- |
| 1     | Japan Yukari Abe Nanami Watanabe Yuka Hori          | 12 02 04 06                           |
| 2     | Volksrepublik China Li Dan Zhang Xinyan Ciren Cuomu | 14 01 05 08                           |
| 3     | Indien Sanjivani Jadhav Swati Gadhave Jhuma Khatun  | 28 03 11 14                           |

### Junioren (8 km)

#### Einzelwertung
| Platz | Athlet               | Land | Zeit (min) |
| ----- | -------------------- | ---- | ---------- |
| 1     | Suolang Cairen       | CHN  | 25:35      |
| 2     | Yuhi Nakaya          | JPN  | 25:39      |
| 3     | Ren Tazawa           | JPN  | 25:42      |
| 4     | Ryunosuke Chigira    | JPN  | 26:02      |
| 5     | Reito Hanzawa        | JPN  | 26:15      |
| 6     | Tao Zelang           | CHN  | 26:18      |
| 7     | Kiyoto Suzuki        | JPN  | 26:29      |
| 8     | Seyed Amir Zamanpour | IRI  | 26:39      |

17 Athleten erreichten das Ziel.

#### Teamwertung
| Platz | Land und Athleten                                                    | Gesamtpunktzahl und Einzelplatzierung |
| ----- | -------------------------------------------------------------------- | ------------------------------------- |
| 1     | Japan Yuhi Nakaya Ren Tazawa Ryunosuke Chigira                       | 09 02 03 04                           |
| 2     | Volksrepublik China Suolang Cairen Tao Zelang Yang Kegu              | 19 01 06 12                           |
| 3     | Iran Seyed Amir Zamanpour Abdolrahim Dorzadeh Abolfazl Eshaghinejhad | 31 08 09 14                           |
| 4     | Indien Ajay Bhind Shyam Bahadur Patel                                | 36 10 11 15                           |

### Juniorinnen (6 km)

#### Einzelwertung
| Platz | Athlet                   | Land | Zeit (min) |
| ----- | ------------------------ | ---- | ---------- |
| 1     | Yuna Wada                | JPN  | 20:43      |
| 2     | Ririka Hironaka          | JPN  | 20:45      |
| 3     | Tomomi Musembi Takamatsu | JPN  | 20:48      |
| 4     | Nozomi Tanaka            | JPN  | 21:13      |
| 5     | Zeng Ting                | CHN  | 22:42      |
| 6     | Poonam Sonune            | IND  | 22:45      |
| 7     | Liu Fang                 | CHN  | 22:58      |
| 8     | Kang Meiru               | CHN  | 23:15      |

10 Athletinnen erreichten das Ziel.

#### Teamwertung
| Platz | Land und Athleten                                        | Gesamtpunktzahl und Einzelplatzierung |
| ----- | -------------------------------------------------------- | ------------------------------------- |
| 1     | Japan Yuna Wada Ririka Hironaka Tomomi Musembi Takamatsu | 06 01 02 03                           |
| 2     | Volksrepublik China Zeng Ting Liu Fang Kang Meiru        | 20 05 07 08                           |

## Anmerkung
1. ↑  Xinhua gibt 118 Athleten aus acht Ländern an, diese Zahl deckt sich allerdings nicht mit der Ergebnisliste. Möglicherweise handelt es sich um die Anzahl der gemeldeten Teilnehmer.